# Metadorcinus beneshi
Metadorcinus beneshi es una especie de coleóptero de la familia Lucanidae.

## Distribución geográfica
Habita en Colombia, Ecuador y Perú.